# Hendrik Delport
Hendrik Pieter Delport (Tienen, 16 oktober 1900 - 22 april 1981) was een Belgisch senator.

## Levensloop
Delport was een zoon van Hendrik Delport en Hubertine Lamberts. Hij trouwde in Tienen in 1925 en het echtpaar kreeg vijf kinderen.
Na de moderne humaniora behaalde hij het diploma van burgerlijk elektromechanisch ingenieur aan de Katholieke Universiteit Leuven.
Hij werd ingenieur bij Bell Telephone Antwerpen (1923-1925), elektro-ingenieur (1925) en hoofdelektro-ingenieur (1945) bij de RTT. Tijdens de Tweede Wereldoorlog was hij actief in het Verzet.
Hij speelde een actieve rol in de christelijke vakbond ACV:
- voorzitter van de christelijke vakbond PTT Tienen (1930),
- bestuurslid ACV Tienen (1930),
- voorzitter ACW Tienen (1945).

Langs daar kwam hij ook in de CVP terecht:
- lid van het hoofdbestuur CVP arrondissement Leuven,
- voorzitter van de CVP-afdeling van Tienen.

In 1946 werd hij verkozen tot gemeenteraadslid van Tienen en bleef dit tot in 1958. Hetzelfde jaar werd hij verkozen tot CVP-senator voor het arrondissement Leuven en bekleedde dit mandaat tot aan de pensioenleeftijd in 1965.